# Эллинг

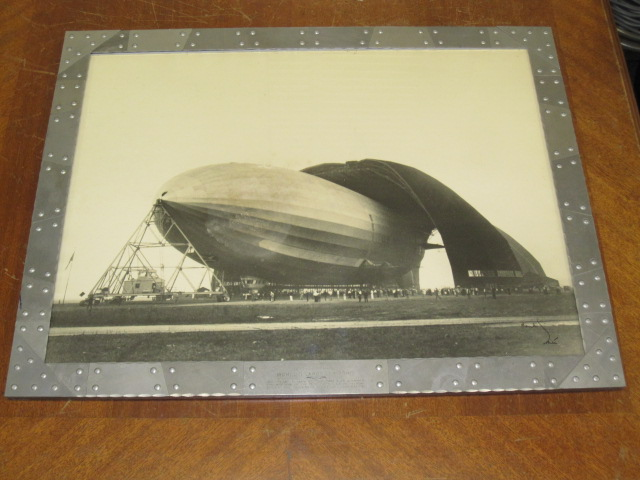
Жёсткий дирижабль-авианосец ВМС США «Акрон» выводят из эллинга

Э́ллинг (э̀лин, от нидерл. helling) — сооружение для постройки (или ремонта) в воздухоплавании и судостроении. Также может представлять собой гараж для маломерных судов.

## Воздухоплавание
В воздухоплавании «эллинг» — сооружение для постройки, хранения, технического обслуживания и ремонта дирижаблей и аэростатов. Строились из металла, дерева и других материалов. Самый большой эллинг для дирижаблей был построен в конце 1990-х годов в ходе реализации проекта дирижабля большой грузоподъёмности CargoLifter CL160.

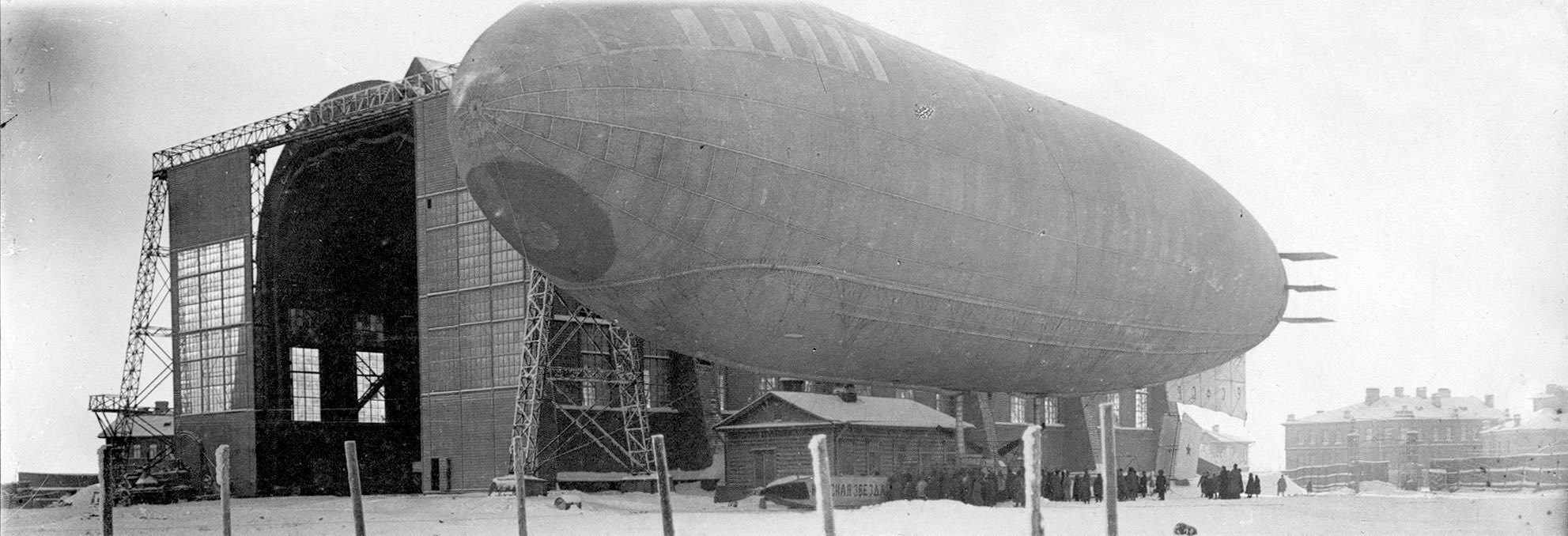
Дирижабль «Красная Звезда» у эллинга в Сализи, 1921
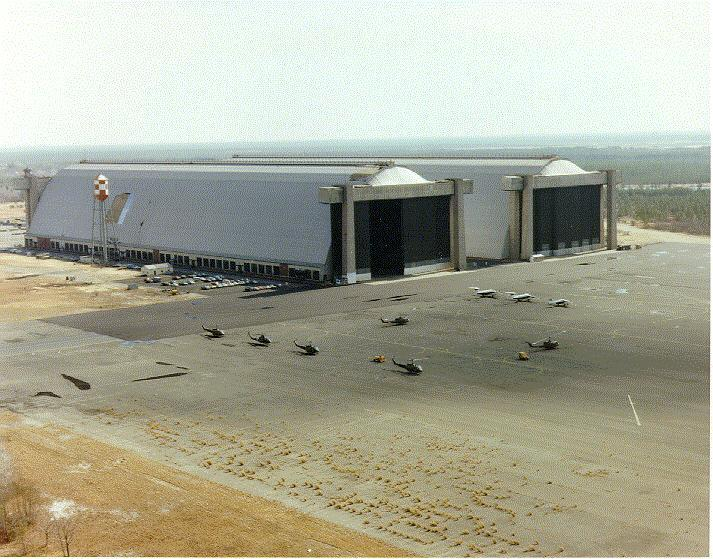
Деревянно-бетонные эллинги № 5 и 6 Лейкхёрста (США)
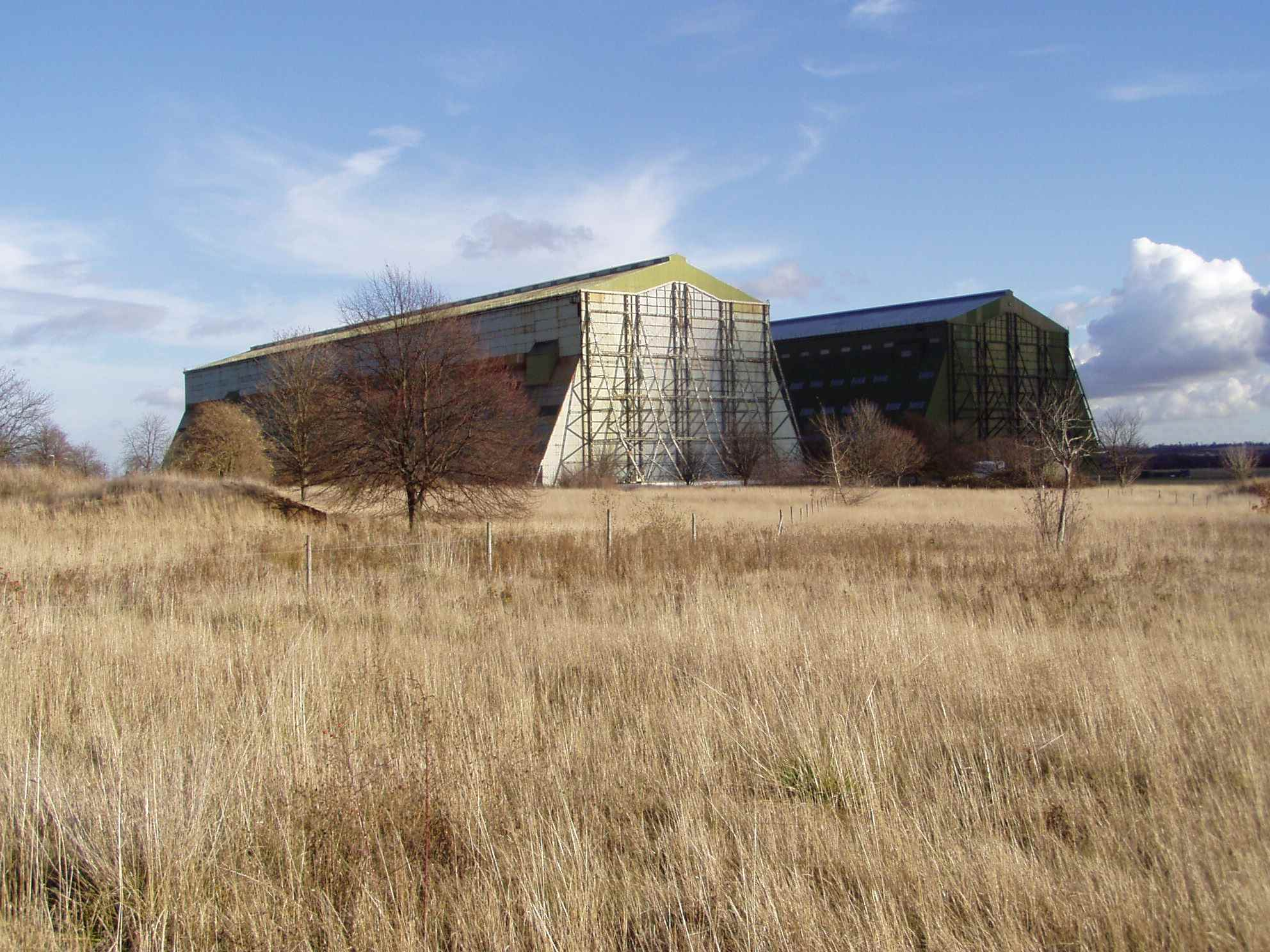
Стальные эллинги в Кардингтоне (Англия)

## Судостроение
В судостроении — помещение для постройки (или ремонта) судов на берегу. Самый большой эллинг для кораблей используется в ОАО «ПО Северное Машиностроительное предприятие» для строительства тяжёлых ракетных подводных крейсеров стратегического назначения проекта 941 «Акула» (СССР).
Также существуют плавучие доки-эллинги, в которых осуществляется такой ремонт судов, при которых необходимо обеспечить дополнительную изоляцию от окружающей среды. Например, он используется для проведения работ со специальным противогидроакустическим покрытием подводных лодок.
В яхт-клубах, на лодочных станциях и водных базах «эллинг» — помещение на берегу для хранения судов с оборудованием для их подъёма и спуска на воду. Эллинг представляет собой строение в один или несколько этажей. На первом этаже размещается гараж, где хранится лодка (или яхта). Здесь же производится ремонт и обслуживание. На верхних этажах могут располагаться жилые или досуговые помещения.

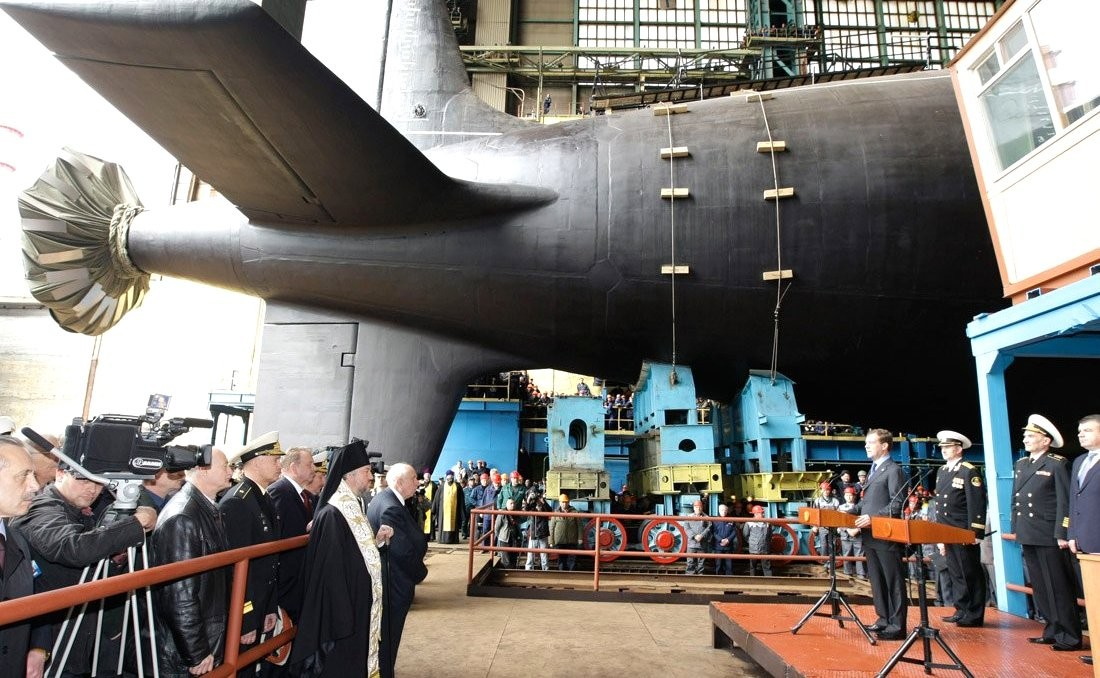
Торжественный спуск из эллинга атомного подводного многоцелевого крейсера «Северодвинск» на воду
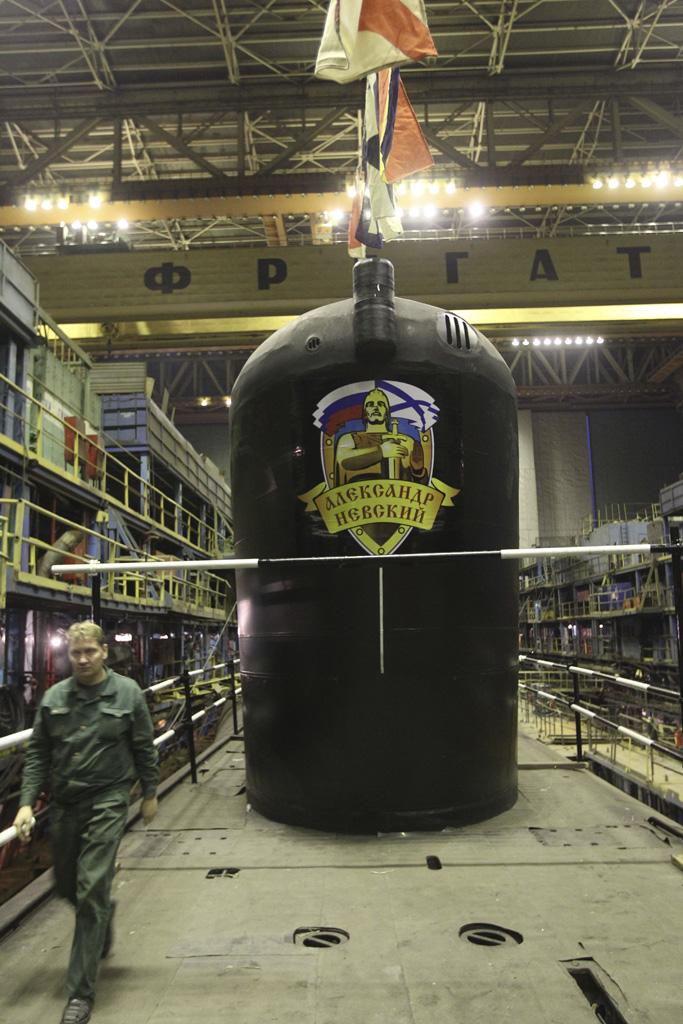
Атомный подводный ракетный крейсер 4-го поколения (АПЛ) «Александр Невский» накануне вывода из эллинга
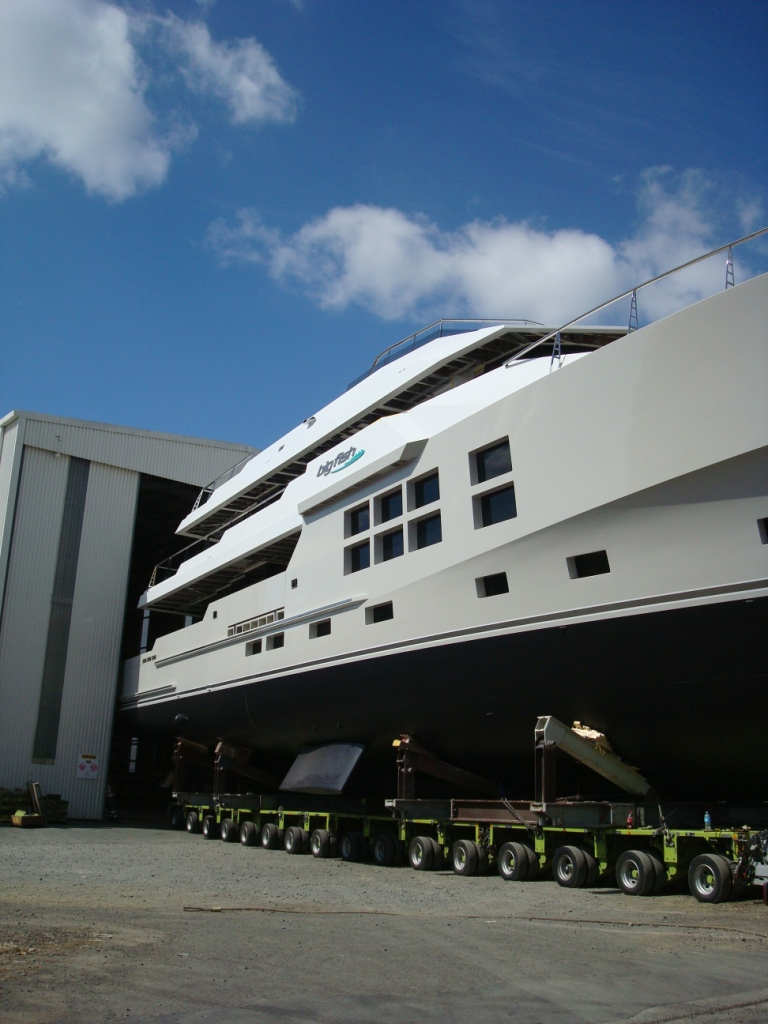
Вывозка яхты из эллинга